# Districtul Mpigi
Districtul Mpigi este una dintre cele 80 unități administrativ-teritoriale de gradul I ale Ugandei.